# Porphyrinia grattissima
Porphyrinia grattissima är en fjärilsart som beskrevs av Otto Staudinger 1891. Porphyrinia grattissima ingår i släktet Porphyrinia och familjen nattflyn. Inga underarter finns listade i Catalogue of Life.